# Chaldéné
Chaldéné est un satellite naturel de Jupiter.

## Caractéristiques physiques
Chaldéné est un petit satellite naturel de Jupiter. En supposant qu'il possède un albédo de 0,04 similaire à d'autres satellites de Jupiter, sa magnitude visuelle de 22,5 conduit à un diamètre de 3,8 kilomètres.
Par calcul, la masse de Chaldéné est estimée à environ 7,5 × 1013 kilogrammes.

## Orbite
Chaldéné appartient au groupe de Carmé, un groupe de satellites qui orbitent de façon rétrograde autour de Jupiter sur des demi-grands axes compris entre 22 900 000 et 24 100 000 km, des inclinaisons de 164,9 à 165,5° par rapport à l'équateur de Jupiter et des excentricités entre 0,23 et 0,27.

Diagramme illustrant l'orbite des satellites irréguliers de Jupiter. Le groupe de Carmé est visible sur le centre-gauche.
Diagramme illustrant l'inclinaison des membres du groupe de Carmé en fonction du demi-grand axe.

## Historique

### Découverte
Chaldéné fut découvert en 2000 par une équipe conduite par Scott Sheppard. Sa découverte fut annoncée le 5 janvier 2001 en même temps que celle de dix autres satellites de Jupiter.

### Dénomination
Chaldéné porte le nom de Chaldéné, personnage de la mythologie grecque ; Chaldéné était une conquête amoureuse de Zeus, duquel elle eut Solyme ou Solymos, compagnon d'Énée.
Chaldéné reçut son nom définitif le 22 octobre 2002, en même temps que dix autres satellites de Jupiter. Avant cela, sa désignation provisoire était S/2000 J 10, indiquant qu'il fut le 10e satellite de Jupiter imagé pour la première fois en 2000.